# Kozarac (Gvozd)
Pour les articles homonymes, voir Kozarac.
Kozarac est une localité de Croatie située dans la municipalité de Gvozd, comitat de Sisak-Moslavina. Au recensement de 2011, elle comptait 122 habitants.